# Halichoeres bleekeri
Halichoeres bleekeri is een  straalvinnige vissensoort uit de familie van lipvissen (Labridae). De wetenschappelijke naam van de soort is voor het eerst geldig gepubliceerd in 1887 door Steindachner & Döderlein.